# François Desset

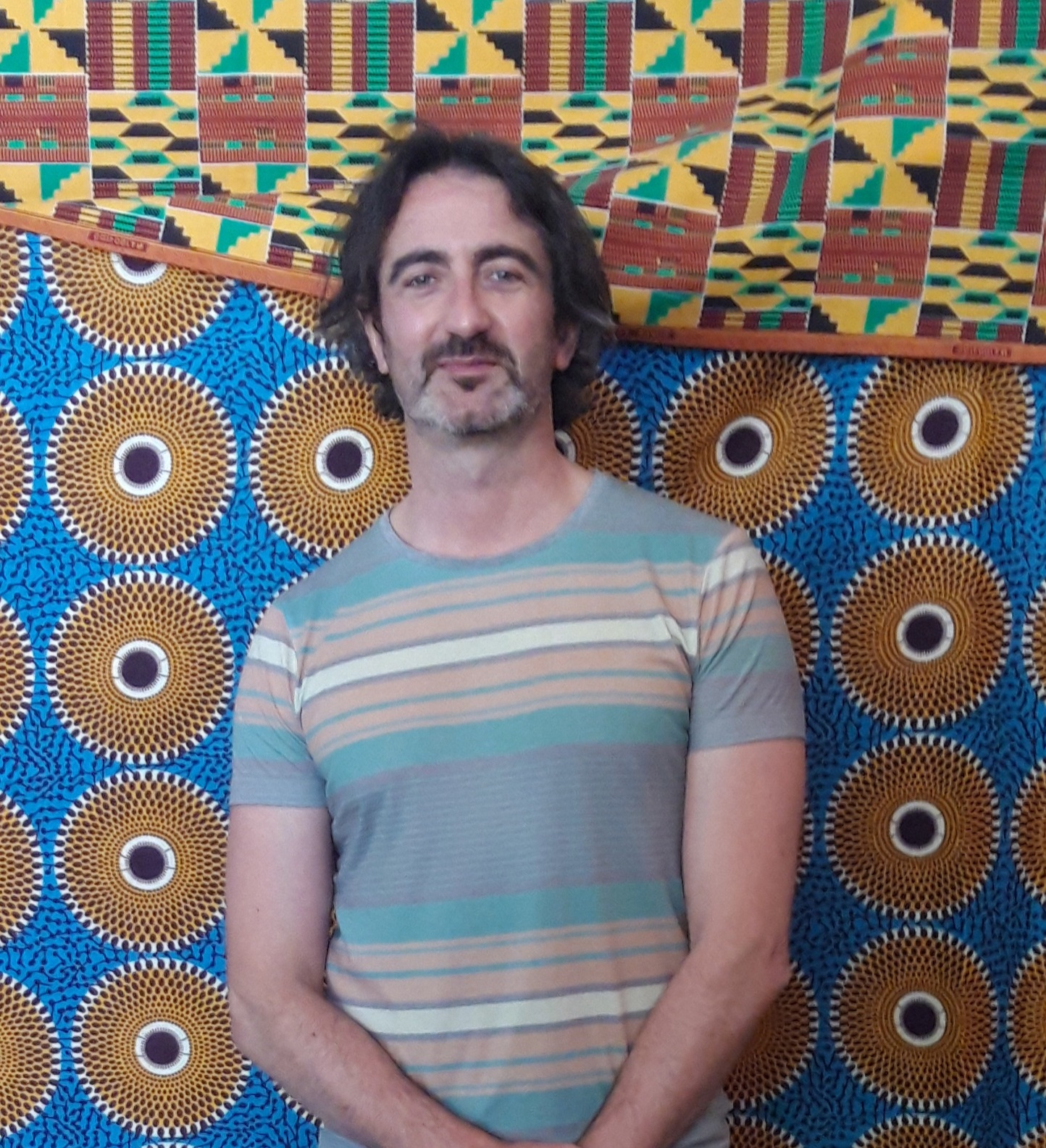
François Desset

François Desset (* 1982) ist ein französischer Archäologe mit einem Forschungsschwerpunkt in der Vor- und Frühgeschichte des Iran.
François Desset promovierte 2011 an der Sorbonne in Paris. Er arbeitet für die Abteilung Archéorient des Centre national de la recherfche scientifique und ist mit den Universitäten in Teheran und Lyon assoziiert. Seit 2014 lehrt er bronzezeitliche Archäologie an der Universität Teheran. Im Jahr 2020 legte er einen Entzifferungsversuch der Elamischen Strichschrift vor, die um 2000 v. Chr. in Gebrauch war, aber bisher nur von wenigen Texten bekannt ist.

## Veröffentlichungen (Auswahl)
- Éléments d'archéologie du plateau iranien, de la 2eme moitié du 4ème au début du 2ème millénaire av. J.-C. (ca. 3500-1800 av. J.-C.). Dissertation, Paris 2011
- Premières écritures iraniennes. Les systèmes proto-élamite et élamite linéaire. (= Series minor 76). Università degli Studi di Napoli "L'Orientale", Neapel 2012
- Nine Linear Elamite Texts Inscribed on Silver “Gunagi” Vessels (X, Y, Z, F’, H’, I’, J’, K’ and L’): New Data on Linear Elamite Writing and the History of the Sukkalmaḫ Dynasty. In: Iran. Band 56, Nr. 2, 2018, S. 105–143 (online).
- The Decipherment of Linear Elamite Writing. In: Zeitschrift für Assyriologie und Vorderasiatische Archäologie. Band 112, Nr. 1, 2022, S. 11–60. (Zusammen mit Kambiz Tabibzadeh, Matthieu Kervran, Gian Pietro Basello, Gianni Marchesi) (degruyterbrill.com)